# Azatan
Azatan là một đô thị thuộc tỉnh Shirak, Armenia. Dân số ước tính năm 2011 là 5654 người.